# Jiří xứ Poděbrad
Jiří của Kunštátu và Poděbrad (23 tháng 4 năm 1420 – 22 tháng 3 năm 1471) (tiếng Séc: Jiří z Poděbrad; tiếng Anh: George of Poděbrady) là vị vua thứ mười sáu của Vương quốc Séc, trị vì từ năm 1458–1471. Ông là một nhà lãnh đạo của Hussite, nhưng ôn hòa và khoan dung đối với đức tin Công giáo. Triều đại cai trị của ông được đánh dấu bằng những nỗ lực thành công duy trì hòa bình giữa người Hussite và người Công giáo ở Vương quốc Séc vốn bị chia rẽ về mặt tôn giáo. Chính vì điều này, Jiří cũng được gọi là "Vị vua của hai dân tộc" (tiếng Séc: král dvojího lidu) và "Người bạn của hòa bình" (tiếng Séc: přítel míru).
Vào thế kỷ 19, giai đoạn được gọi là thời Phục hưng đất nước Séc, Jiří bắt đầu được ca ngợi với tư cách là quốc vương Séc cuối cùng xét về nhận thức dân tộc. Có thể nói Jiří là một nhà ngoại giao vĩ đại trong thời đại ông và là một chiến binh dũng cảm chống lại sự thống trị của Giáo hội Công giáo. Trong thời hiện đại, người ta nhớ đến ông chủ yếu nhờ vào ý tưởng và những nỗ lực thiết lập các thể chế Cơ đốc giáo chung của châu Âu, ngày nay được coi là tầm nhìn lịch sử ban đầu về sự thống nhất chung của châu Âu.

## Thân thế
Jiří là con trai của Viktorín xứ Kunštátu và Poděbrad, một nhà quý tộc Bohemia có tổ tiên là người gốc Morava. Cha Jiří là một trong những thủ lĩnh dẫn đầu phe ôn hòa của người Hussite (được gọi là Utrakvismus) trong Chiến tranh Hussite. Mẹ của Jiří không được nhắc đến và có khả năng sự chào đời của ông là ngoài giá thú. Chính vì điều này, trong suốt cuộc đời mình, Jiří đã nhiều lần bị quấy rầy bằng những lời chế giễu về nguồn gốc xuất thân từ những kẻ thù của ông.
Khi mười bốn tuổi, Jiří đã tự mình tham gia Trận chiến Lipan (1434), đánh dấu sự sụp đổ của các phe phái Hussite cấp tiến hơn (Taborites và Orebites) và sự kết thúc giai đoạn cách mạng của phong trào Hussite. Vào thời điểm này, Jiří là mồ côi, vì cha ông qua đời vào năm 1427.
Hồi trẻ, với tư cách là một trong những nhà lãnh đạo của Hussite, Jiří đã đánh bại quân đội Áo của Vua Albert II. Albert là công tước của Áo, sau này ông đã kế vị Sigismund của Thánh chế La Mã làm Vua của Bohemia, Đức và Hungary. Jiří nhanh chóng trở thành một thành viên nổi bật của đảng Hussite sau cái chết của thủ lĩnh của đảng, Hynce Ptáček của Pirkstein vào năm 1444.
Albert II được kế vị bởi con trai là Ladislav Pohrobek, trong thời gian trị vì của ông, Bohemia bị chia rẽ mạnh mẽ thành hai đảng: đảng trung thành với La Mã, do Oldřich II của Rosenberg lãnh đạo, và đảng Hussite, do Jiří lãnh đạo. Về sau, Jiří  đã thành công gây dựng một lực lượng quân sự ở đông bắc Bohemia, nơi có người Hussite đông đảo và là nơi cố hữu của Lâu đài Litice. Năm 1448, Jiří dẫn quân khoảng 9000 người lính từ Kutná Hora đến Praha  và sau đó chiếm được thủ đô mà hầu như không gặp phải khó khăn nào.